# Песчаное (Кременский район)
Песчаное (укр. Піщане) — село в Кременском районе Луганской области Украины. Входит в Червонопоповский сельский совет.
Население по переписи 2001 года составляло 307 человек. Почтовый индекс — 92924. Телефонный код — 6454. Занимает площадь 5,16 км². Код КОАТУУ — 4421687303.

## Местный совет
92924, Луганська обл., Кремінський р-н, с. Червонопопівка, вул. Леніна, 1  (укр.)